# Adolf Böttger
Adolf Böttger (Lipcse, 1815. május 21. – Lipcse, 1870. november 16.) német költő és fordító. Irodalmi működését angol költők kitűnő fordításaival kezdte: e fordítások közt legkiválóbbak Byron összes művei (Lipcse, 1840). Eredeti munkáin is meglátszik az angolok hatása. Byronra emlékeztetnek következő művei: Habana, Düstere Sterne. stb. Megemlítendők még: Gedichte' (1846), Das Buch der Sachsen (szatirikus eposz, 1850), Das Galgenmännchen (1870), Összes művei (Gesammelte Werke) 6 kötetben jelentek meg Lipcsében 1865-66-ban.